# عضو معمولی باشگاه
عضو معمولی باشگاه (انگلیسی: The Dollar-a-Year Man) یک فیلم کوتاه کمدی به کارگردانی جیمز کروز است که در سال ۱۹۲۱ منتشر شد. معلوم نیست که نسخه‌ای از فیلم تا به امروز باقی مانده‌است یا خیر.

## گزیدهٔ بازیگران
- راسکو آرباکل
- لی‌لا لی
- وینیفرد گرینوود
- ای. ادوارد سادرلند
- ادوین استیونز